# Pandémie de Covid-19 en Équateur
La pandémie de Covid-19 en Équateur démarre officiellement le 14 février 2020. À la date du 24 octobre 2022, le bilan est de 35 908 morts.
En mars et avril 2020, l'Équateur est le pays d'Amérique latine le plus touché par la pandémie, et connaît une très forte surmortalité, qui dépasse de loin les statistiques de décès confirmés à ce moment par des tests. 
En date du 3 septembre 2020, les autorités ont recensé environ 116 000 cas, ainsi que plus de 10 000 décès, dont 6 648 décès confirmés et 3 751 décès probables,. Une estimation du Financial Times montrerait que ce total sous-estime fortement le vrai bilan, qui serait de 19 200 morts excédentaires entre janvier et mi-mai, dont 12 000 dans la seule province du Guayas.

## Propagation de l'épidémie
La ville de Guayaquil est la première ville équatorienne à enregistrer un cas confirmé de Covid-19. La patiente est une septuagénaire équatorienne résidant en Espagne et rentrée au pays le 14 février 2020. Cette ville concentre la majorité des cas confirmés. Le gouvernement du président Lenin Moreno sous le feu de vives critiques pour son manque de réaction face à l'épidémie. De nombreux cadavres restent plusieurs jours dans les rues, devant leur ancien domicile, les hôpitaux étant saturés. La Commission interaméricaine des droits de l'homme a exprimé « sa consternation » face aux difficultés que rencontrent les gens de Guayaquil pour transporter et enterrer leurs proches, en rappelant que « le soin des restes mortels est une forme de respect du droit à la dignité humaine ».
Les principaux journaux équatorien (El Universo, El Commercio) relèvent surtout le manque de discipline des équatoriens dans l'application des mesures annoncées, des infrastructures hospitalières et mortuaires submergées, situation qui implique des abandons de cadavres devant les hôpitaux ou la conservation de défunts à domicile. Le journal El Universo indique au 14 avril que les problèmes d'infrastructures pour les cadavres se résorbe. Dans les quartiers les plus pauvres et particulièrement affectés par le couvre-feu, il est procédé à la distribution de kits alimentaires et de première nécessité.
Des responsables religieux ont alerté sur la difficulté de faire respecter le confinement et les mesures de quarantaine pour les personnes malades dans les quartiers pauvres de Guayaquil. Souvent, « la maison est une pièce unique, parfois en canne à sucre, où vivent ensemble trois, quatre ou même cinq personnes, et où la nourriture manque. Que peuvent-ils faire ? Parfois, ils peuvent s'allonger et être là tous ensemble, mais la promiscuité rend la cohabitation insoutenable à long terme. »
Alors que jusque-là, les estimations du gouvernement faisaient état de 8 900 contaminés au SARS-CoV-2 à Guayaquil, le 7 mai la maire Cynthia Viteri annonce les résultats d'une étude statistique menée sur une base scientifique par les autorités municipales, qui indique qu'en réalité environ 33 % des 2,7 millions d'habitants, soit environ un demi-million de personnes, ont été infectés. Jusque-là le gouvernement équatorien pensait que 30 300 personnes avaient été infectées au niveau national, dont 1 654 décès liés au Covid-19 de manière sûre et 1705 de manière probable.
Le 16 juin, l'état d'exception est allongé par décret jusqu'au 13 août.
Une polémique se produit en janvier 2021 alors le ministre de la Santé aurait fait bénéficier ses proches de passe-droit dans l'accès aux vaccins, dans un pays où les sérums sont encore très rares. Le Parlement vote une résolution demandant la démission du ministre. Ce dernier a également multiplié les erreurs de gestion, promettant au début de la pandémie une rapide immunité collective ou affirmant en janvier 2021 que les tests massifs sont inutiles. Son successeur démissionne à son tour après trois semaines d'exercice en raison de soupçons de favoritisme dans le déploiement des vaccins. Le gouvernement perd début avril son troisième ministre de la Santé en deux mois, le président Moreno l'accusant d’incompétence. 

Nombre de cas (bleu) et nombre de morts (rouge) en échelle logarithmique. Le caractère fortement chaotique de la courbe reflète la désorganisation du système de santé.

## Surmortalité

Nombre de nouveaux cas (bleu) et nombre de décès (rouge) - lissage dégressif, coordonnées logarithmiques. Chiffres transmis à l'OMS. L'aspect chaotique de la courbe reflète surtout la désorganisation du service de santé.

Le pays connaît une très forte surmortalité aux mois de mars et d'avril 2020, et le gouvernement peine à suivre la propagation du virus, donnant lieu à des chiffres de décès paraissant très en deçà de la réalité. 2 221 autres décès pourraient être liés à une contamination au Covid-19,. Ainsi, la région de Guayaquil connaît 6 700 morts lors des deux premières semaines d'avril, contre environ 1000 sur la même période au cours des années précédentes. Cette très forte mortalité mène à une surcharge des morgues et une pénurie de cercueils. Des prisonniers sont mobilisés pour construire des cercueils. Le vice-président Otto Sonnenholzner s'excuse pour « la détérioration de l'image internationale de l'Équateur » causée par cette crise.
Le ministère de la Santé publie des bilans incluant le nombre de morts confirmées par test ainsi que le nombre de morts « probables »,,.
Selon une analyse des données de mortalité par le Financial Times, le pays aurait connu 19 200 morts excédentaires entre janvier et mi-mai, dont 12 000 dans la seule province du Guayas.
L’excès de mortalité par rapport aux années précédentes s’élève à près de 40 000 personnes au cours de l'année 2020.

## Mesures gouvernementales
Le gouvernement a décrété l’état d’exception avec le confinement de la population, des couvre-feux, la suspension du travail et des cours en présentiel, des restrictions de circulation, la fermeture des frontières et l'interdiction du trafic aérien. Le président Lenin Moreno a également annoncé une réduction des dépenses publiques, des baisses de salaires des fonctionnaires et le recours à l'endettement pour faire face aux conséquences économiques du coronavirus et de la baisse du prix du pétrole. Une loi visant à flexibiliser le droit du travail est également adoptée.
Le gouvernement a annoncé enquêter sur la publication de « fausses nouvelles » concernant l'actuelle urgence sanitaire. Cette annonce a entrainé l'arrestation controversée d'un opposant au gouvernement.
La Conférence épiscopale équatorienne demande en juillet 2020 la démission du ministre de la Santé et de « tous les fonctionnaires qui se sont avérés corrompus et inefficaces ». Des faits de corruption ont été observés, tels que la « distribution de cartes pour personnes handicapées aux membres de l'assemblée et aux fonctionnaires du gouvernement, ou de la surfacturation des intrants acquis pour les centres de santé publique ».

## Conséquences économiques et sociales
Le taux de pauvreté atteint 32,4 % en décembre 2020 (en hausse de 7,4 points par rapport à décembre 2019) selon les données du gouvernement. La récession enregistrée au cours de l'année 2020 est estimée à 10 %.

## Système de santé équatorien
Le système de santé équatorien s'est sensiblement développé au cours de la présidence de Rafael Correa (2007-2017). La part des dépenses publiques dans le domaine de la santé est passée de 1,81 % du PIB en 2007 à 4,21 en 2016. Le nombre total de médecins est passé de 16 pour 10 000 personnes en 2009 à 20,5 en 2016, le nombre total de lits aux urgences de 473 en 2006 à 2 535 en 2018 et le nombre total de lits d'hôpital de 19 945 à 24 359 au cours de la même période. Le système de santé a toutefois souffert de politiques d'austérité menées à la suite du changement de gouvernement en 2017. Le président Lenin Moreno fit également expulser plus de 400 médecins et personnels médicaux cubains en novembre 2019, à l'instar de ses homologues en Bolivie et au Brésil.
D'après la Société équatorienne de santé publique, « la pandémie a mis à nu les fragilités structurelles de notre système de santé », citant le manque de planification à long terme, l'incompétence de certains dirigeants, la politisation des nominations, la corruption, et les coupes budgétaires et réductions massives de personnel soignant mises en œuvre par le gouvernement de Lenin Moreno.

## Statistiques

Nombre de cas en Équateur depuis le début de l'épidémie.

Nombre de morts en Équateur depuis le début de l'épidémie.